# 라허흐
라허흐(소말리어: laxoox), 라후흐(아랍어: لحوح) 또는 라호흐(히브리어: לחוח)는 지부티, 소말리아, 예멘에서 유명한 푹신한 질감의 팬케이크이다. 예멘을 방문한 유대인에 의해 라허흐는 이스라엘에서도 쉽게 찾아볼 수 있게 되었다. 예멘에서 라허흐는 길거리에서 쉽게 찾아볼 수 있는 유명한 길거리 음식이다. 안제러(소말리어: canjeero)라고도 부르는데, 암하라어 "은저라"를 빌려온 말이다.

## 준비
라허흐는 밀가루, 베이킹파우더가 든 밀가루, 따뜻한 물, 이스트, 그리고 약간의 소금으로 만들어진다. 이들의 혼합물은 부드러워질 때까지 손으로 펴지며, 발효 과정을 거친다. 밀가루 대신 수수 가루가 사용되는 일도 많다. 단 맛이 나는 라허흐 레시피도 있으며, 달걀이 쓰이는 레시피도 있는 등 라허흐 레시피는 다양하다.
라허흐를 구울 때는 주로 금속 재질의 둥근 스토브에 구워진다. 프라이팬에 구워지기도 한다.

## 소비
평균적인 소말리아 아침 식사에서는 세 조각의 라허흐를 꿀, 버터, 차와 함께 먹는다. 점심 식사에서는 커리나 스튜와 함께 라허흐를 먹기도 한다.

## 같이 보기
- 납작빵
- 물라와흐
- 은저라
- 아팜